# Gabriele Salvatores
Gabriele Salvatores (Nàpols, 30 de juliol de 1950) és un director de cinema i guionista italià guanyador d'un Oscar.

## Biografia
Nascut a Nàpols, Salvatores va debutar com a director de teatre l'any 1972, fundant a Milà el Teatro dell'Elfo, per al qual va dirigir diverses peces d'avantguarda fins al 1989.
En aquell any, va dirigir el seu tercer llargmetratge, Marrakech Express, que va ser seguit el 1990 per Turné. Ambdues pel·lícules van compartir un grup d'actors-amics, entre ells Diego Abatantuono i Fabrizio Bentivoglio, que estaran presents en moltes de les seves pel·lícules posteriors. Turné es va projectar a la secció Un Certain Regard al 43è Festival Internacional de Cinema de Canes.
El 1991, Salvatores va rebre elogis internacionals per Mediterraneo, que va guanyar un Oscar a la millor pel·lícula estrangera. També va guanyar tres David di Donatello, el premi més important del cinema italià, i un Nastro d'Argento.
El 1992, va estrenar Puerto Escondido, de la novel·la homònima de Pino Cacucci, en la qual Abatantuono i Bentivoglio s'ajuntaven amb un altre actor estàndard de Salvatores, Claudio Bisio. L'any següent va dirigir Sud, amb Silvio Orlando, un intent de denunciar la situació política i social del Mezzogiorno  d'Itàlia vist des del punt de vista dels aturats i dels marges de la societat.
Els eixos principals dels guions de Salvatores són la fugida d'una realitat que no es pot acceptar ni entendre, la nostàlgia dels amics i els viatges que no s'acaben mai. Un nou període experimental, però, va començar el 1997 amb Nirvana, un intent de ciència-ficció/cyberpunk que va rebre crítiques diverses. A continuació, els surrealista Denti (Teeth, 2000), i Amnèsia (2002). Tots dos comptaven amb Sergio Rubini.
Un bon èxit va ser Io non ho paura del 2003, de la novel·la Niccolò Ammaniti. El 2005 va dirigir la pel·lícula noir Quo Vadis, Baby?. La seva pel·lícula de 2008 Come Dio сomanda es va presentar al 31è Festival Internacional de Cinema de Moscou.

## Filmografia

### Llargmetratges
- Sogno di una notte d'estate (1983)
- Kamikazen - Ultima notte a Milano (1987)
- Marrakech Express (1989)
- Turné (Turné, 1990)
- Mediterraneo (1991)
- Puerto Escondido (1992)
- Sud (1993)
- Nirvana (1997)
- Denti (2000)
- Amnèsia (2002)
- Io non ho paura (2003)
- Quo Vadis, Baby? (2005)
- Come Dio comanda (2008)
- Happy family (2010)
- Educació siberiana (2012)
- Italy in a Day (2014)
- Il ragazzo invisibile (2014)
- Il ragazzo invisibile - Seconda generazione (2018)
- Tutto il mio folle amore (2019)
- Comedians (2021)
- Il ritorno di Casanova (2023)
- Napoli - New York (2024

#### Documental
- 1960 (2011)
- Italy in a Day - Un giorno da italiani (2014)
- Fuori era primavera (2020)

## Reconeixements
- David di Donatello
  - 1991 - Millor pel·lícula per Mediterraneo
  - 1991 - Nominació al David di Donatello al millor director per Mediterraneo
  - 1997 - Nominació a la millor pel·lícula per Nirvana
  - 1997 - Nominació a millor director per Nirvana
  - 1997 - Nominació al millor guió per Nirvana
  - 2004 - Nominació a la millor pel·lícula per Io non ho paura
  - 2004 - Premi David Jove per Io non ho paura
  - 2013 - Nominació a la millor pel·lícula per Educació siberiana
  - 2013 - Nominació al millor director per Educazione siberiana
  - 2015 - Nominatura al Premi David Giovani per Il ragazzo invisibile
- Nastro d'argento
  - 1991 - Nominació al millor director per Turné
  - 1992 - Millor director per Mediterraneo
  - 1994 - Nominació al millor guió per Sud
  - 2002 - Nominació a millor història per Amnèsia
  - 2003 - Millor director per Io non ho paura
  - 2006 - Nominació al millor guió per Quo vadis, baby?
  - 2010 - Nominació al millor comèdia per Happy Family
  - 2010 - Nominació al millor guió per Happy Family
  - 2011 - Millor documental per 1960
  - 2018 - Nastro ArgentoVivo cinema&ragazzi per Il ragazzo invisibile - Seconda generazione
  - 2020 - Nominació al millor director per Tutto il mio folle amore
  - 2021 - Nominació al millor documental per Fuori era primavera
  - 2023 - Nominació al millor pel·lícula per Il ritorno di Casanova
- Ciak d'oro
  - 2015 - Ciack d'oro Alice giovani per Il ragazzo invisibile
  - 2020 - Nominació al millor director per Tutto il mio folle amore
  - 2021 - Nominació al millor director per Comedians
- Globo d'oro
  - 1991 - Nominació al millor pel·lícula per Mediterraneo
  - 2003 - Millor director per Io non ho paura